# دايشيرو يوشيمورا
دايشيرو يوشيمورا (باليابانية: 吉村 大志郎) (مواليد 16 أغسطس 1947)، هو لاعب كرة قدم ياباني سابق كان يلعب كلاعب وسط. سبق له أن لعب مع منتخب اليابان.

## مسيرته الكروية
لعب دايشيرو يوشيمورا خلال مسيرته الاحترافية مع نادِ واحدٍ في أربعة عشر موسمًا وسجل خلالها 30 هدف ضمن 189 مباراة. حيث فاز في ثلاثة مواسم بالكأس وفي أربعة مواسم بالدوري.
خاض دايشيرو يوشيمورا مسيرته مع نادي سيريزو أوساكا في موسم 1967 ليلعب معه أربعة عشر موسمًا، مشاركًا في 189 مباراة سجل خلالها 30 هدف.

## وصلات خارجية
- دايشيرو يوشيمورا على موقع قاعدة بيانات كرة القدم.إي يو (الإنجليزية)
- دايشيرو يوشيمورا على موقع ناشيونال فوتبول تيمز (الإنجليزية)

- National Football Teams
- Japan National Football Team Database